# Malleoceps pearcei
Malleoceps pearcei är en skalbaggsart som beskrevs av Park in Park, Wagner och Ivan T. Sanderson 1976. Malleoceps pearcei ingår i släktet Malleoceps och familjen kortvingar. Inga underarter finns listade i Catalogue of Life.